# Honorat Ros i Pardo
Honorat Ros i Pardo (Vinalesa, 3 de juny de 1940 - Alcoi, 1 de novembre de 2023) fou un mestre i promotor de la llengua al País Valencià, acadèmic de l'Acadèmia Valenciana de la Llengua (AVL) des de 2001 fins al 2021.

## Biografia
Honorat Ros va estudiar al seminari per convertir-se en sacerdot. El seu primer destí va ser la Vall d'Alcalà (la Marina Alta) on posteriorment va conèixer a la seua muller i on posseïa una segona residència. Posteriorment, va ser destinat a la parròquia de Jesús Mestre al barri de Montolivet de València, moment en què va aprofitar per estudiar magisteri a la Universitat de València (1974). Més endavant aprovaria les oposicions. L'any 1982 s'especialitzà com a mestre de valencià amb el Certificat del Nivell Superior de Lingüística Valenciana i la seua Didàctica de l'Institut de Ciències de l'Educació de la Universitat de València i amb el Diploma de Mestre de Valencià de la Conselleria de Cultura, Educació i Ciència el 1986. Posteriorment, el 1996 es llicencià en Filosofia i Lletres per la Universitat Autònoma de Barcelona.
Ben prompte, el 1976, s'integra al grup d'ensenyants per a la confecció de llibres de text de valencià, coordinat per Manuel Sanchis Guarner. Així, és coautor amb Alfons Llorens del primer llibre publicat a terres valencianes per a l'obtenció del Grau Mitjà de Coneixements del Valencià Pany i clau (1977) i del text per a l'ensenyament mitjà Pams i Jovades (1981). Va participar, els cursos 1978-1979 i 1979-1980, en el Pla Experimental d'Ensenyament del Valencià com a mestre de valencià al Col·legi Públic de Real de Montroi.
El seu activisme pel valencià el porta a participar de manera activa en el moviment unitari de mestres del País Valencià a partir del qual es va constituir el Sindicat de Treballadors de l'Ensenyament del País Valencià (STE-PV), que va reivindicar de manera capdavantera, des de 1976, la incorporació del valencià a l'ensenyament. Així, Ros i Pardo s'integra a l'equip tècnic de la Conselleria d'Educació de la Generalitat Valenciana, aleshores governada pel PSPV i hi ocupa diversos càrrecs de responsabilitat: coordinador per a l'ensenyament del valencià (1983-1985), director del Programa d'Ensenyament del Valencià (1985-1987), cap del Gabinet d'Ús del Valencià (1987-1991), cap de l'Àrea de Coordinació Lingüística de la Direcció General de Política Lingüística (1991-1992) i cap del Servei d'Ús Oficial i Acreditació de Coneixements del Valencià (1992-1997). També va ser un dels impulsors i redactors de la Llei d'Ús i Ensenyament del Valencià (1982).
Ha estat membre de l'Acadèmia Valenciana de la Llengua durant vint anys, entre el 2001 i el 2021, en les seccions de lexicografia, assessorament lingüístic, onomàstica i foment de l'ús del valencià fins al juny de 2021.
Honorat Ros residia habitualment a Alcàsser (l'Horta Sud), municipi on també va ser regidor a l'ajuntament pel Partit Socialista del País Valencià (PSPV-PSOE). Va morir l'1 de novembre de 2023 a l'Hospital Verge dels Llíris d'Alcoi a l'edat de 83 anys després d'agreujar-se una afecció respiratòria que el va mantindre hospitalitzat els dies abans del decés. Va ser soterrat al cementeri de la Vall d'Alcalà.

## Obres
- La Communauté Valencienne: un Pays avec langue propre (1990), coordinador.
- La Llei d'Ús i Ensenyament i disposicions que la desenvolupen (1991)
- La Vall d'Alcalà, Vall d'Al-Azraq (1994)
- Balanç i perspectives de la promoció del valencià 1983-1993 (1994), coordinador.
- Línies bàsiques i àrees d'actuació de la política lingüística a la Comunitat Valenciana, dins del llibre Ier Congrés de l'Escola Valenciana (1995), autor.
- Educació ambiental i esports de muntanya (1999)
- La Vall d'Alcalà, Alcalá de la Jovada i Beniaia (2002)